# Minahassakappitta
De minahassakappitta (Pitta forsteni) is een vogelsoort uit de familie van pitta's (Pittidae). Deze vogel is genoemd naar de Nederlandse natuuronderzoeker Eltio Alegondas Forsten.

## Verspreiding en leefgebied
Deze soort komt voor op het schiereiland Minahasa in het noorden van Sulawesi.

## Status
De minahassakappitta komt niet als aparte soort voor op de lijst van het IUCN, maar is daar een ondersoort van de kappitta (P. sordida forsteni).